# Imantocera plumosa
Imantocera plumosa là một loài bọ cánh cứng trong họ Cerambycidae.